# Turistická značená trasa 7804
 Turistická značená trasa 7804 je 44,5 km dlouhá žlutě značená trasa Klubu českých turistů v okresech Jeseník a Šumperk spojující Šerák, Jeseník, Rejvíz a Švýcárnu. Trasa v převážné většině vede územím CHKO Jeseníky nejprve severovýchodním a poté jižním směrem.

## Průběh trasy

### Úsek Šerák – Jeseník (14 km)
Počátek turistické trasy 7804 se nachází u horní stanice lanové dráhy Ramzová – Šerák v národní přírodní rezervaci Šerák-Keprník. V tomto místě nenavazuje na žádnou jinou značenou turistickou trasu. Po zpevněné zásobovací cestě nejprve ze severozápadu obchází vrchol Šeráku a u tamní turistické chaty vstupuje do asi 0,5 km dlouhého souběhu s modře značenou trasou 2202 z Filipovic do Lipové Lázně a začíná prudce klesat z vrcholu. Po opuštění souběhu sestupuje trasa 7804 severozápadním svahem Šeráku po lesní pěšině za pomoci serpentin, po překřížení asfaltové lesní cesty se sestup mírní v úbočí krátkého hřebene. Po průchodu několika křižovatkami cest následuje rozcestí se zde výchozí zeleně značenou trasou 4804 směřující do Lipové Lázně. Trasa 7804 odtud opět prudce klesá na významnou křižovatku lesních cest Javořík odkud je výchozí modře značená trasa 2206 opět do Lipové Lázně. Trasa 7804 pokračuje po zpevněné lesní cestě severním svahem krátkého hřebene tvořeným stejnojmenným vrchem a jeho bočním vrcholem, po jejím opuštění prudce po pěšině klesá částečně lesem a částečně pastvinami do Bobrovníku. Zde má svůj počátek červeně značená trasa 0632 k nádraží v Lipové Lázni. S ní vede trasa 7804 v krátkém souběhu k silnici I/60, ke které se přimyká a vede východním směrem na okraj Jeseníku, kde se stáčí k severu, podchází silnici a městskou zástavbou vede k tamnímu nádraží. Odtud pokračuje do centra města z počátku v souběhu s červeně značenou trasou 0601 z Lázní Jeseník na Zlatý chlum. Souběh končí v místě křížení s modře značenou okružní trasou 2205 propojující alternativně stejná místa.

### Úsek Jeseník – Rejvíz (10,5 km)
Z rozcestí u vodní tvrze v Jeseníku vede trasa 7804 městskou zástavbou nejprve k severu a poté k severovýchodu a po průchodu zahrádkářskou kolonií město opouští. Po asfaltové komunikaci stoupá úbočím Zlatého Chlumu nejprve loukami a poté lesem. Kromě krátkých úseků, kdy si trasa krátí vzdálenost po pěšinách v serpentinách vede až na Rejvíz po asfaltových lesních komunikacích. Po vstupu do lesa se trasa 7804 kříží se opět zeleně značenou trasou 4804 přicházející z Lázní Jeseník a pokračující na Křížový vrch. Ve stejném prostoru se nachází i krátká naučná stezka Zlatý Chlum věnovaná těžbě zlata. Trasa 7804 poté pokračuje ve stoupání kolem pramene svatého Šebestiána a Karlova pramene k turistické chatě u Čertových kamenů, kde se křižuje opět s modře značenou okružní trasu 2205. Trasa 7804 přestává stoupat a pokračuje severním úbočím Zlatého chlumu na rozcestí s výchozí zeleně značenou trasou 4899 k Zapomenutému prameni a poté Mlynářskou cestou úbočím Bílých skal, překračuje potok Chebzí a vede k pramenům Javorné na rozcestí s modře značenou trasou Písečná – Zlaté Hory a se zde výchozí červeně značenou trasou 0637 do Mikulovic. Z něj trasa 7804 opět stoupá po Šmelhausově cestě na Rejvíz. V závěru vede v souběhu opět se třemi dalšími značenými trasami přicházejícími z Jeseníku.

### Úsek Rejvíz – Švýcárna (20 km )
Hlavním rozcestím u rejvízského penzionu prochází kromě trasy 7804 opět červeně značená trasa 0601 z Jeseníku lomící se do trasy 0603 do Vrbna pod Pradědem, modře značená trasa 2216 z Dětřichova do Zlatých Hor a zeleně značená trasa 4807 z Jeseníku do Zlatých Hor. Výchozí je tu jednak zeleně značená místní trasa 9652 na vrch U pomníku a naučná stezka k Velkému Mechovému jezírku nesoucí číslo 9681. S ní vede trasa 7804 asi v 0,5 km dlouhém souběhu.
Trasa 7804 klesá od Rejvízu jižním směrem a v rejvízské rezervaci prochází rašeliništi. Za nimi mění směr na západní a po Jestřábské silnici vede k Bublavému prameni. U něj opouští silnici a po pěšině nejprve stoupá na vrch Kazatelny, poté klesá k Černé Opavě a prochází kolem tzv. Ruského hřbitova válečných zajatců k Opavské chatě na rozcestí se zeleně značenou trasou 4809 vedoucí na hrad Koberštejn. Od něj trasa stoupá přibližně k jihu západním úbočím Orlíku a Medvědích luk na rozcestí se zeleně značenou trasou 4808 Adolfovice – Vrbno pod Pradědem. Odtud vede jihozápadním směrem prakticky po přímce pod Jelení loučky a poté klesá na rozcestí s modře značenou trasou 2215 z Bělé pod Pradědem na Švýcárnu. Z něj pokračuje trasa 7804 po zpevněné lesní cestě jižním směrem do Videlského sedla, kde křižuje silnici II/450 a poté prudce stoupá podél Česnekového potoka úbočím Malého Děda na chatu Švýcárna, kde končí. V závěru vede v souběhu opět s modře značenou trasou 2215 z Videl. Rozcestím u Švýcárny pak prochází i červeně značená trasa 0604 z Červenohorského sedla na Ovčárnu a zeleně značená trasa 4811 z Koutů nad Desnou na Praděd.

## Historie
Mezi Rejvízem a Bublavým pramenem vedla trasa dříve příměji přes rašeliniště.

## Turistické zajímavosti na trase
- Lanová dráha Ramzová - Šerák
- Národní přírodní rezervace Šerák-Keprník
- Chata na Šeráku
- Kostel Nanebevzetí Panny Marie v Jeseníku
- Vodní tvrz Jeseník
- Bludný balvan v Jeseníku
- Evangelický kostel v Jeseníku
- Naučná stezka Zlatý Chlum
- Pramen svatého Šebestiána
- Karlův pramen
- Čertovy kameny
- Pramen Javorné
- Penzion Rejvíz
- Národní přírodní rezervace Rejvíz
- Bublavý pramen
- Skalní útvar Kazatelny
- Hřbitov sovětských válečných zajatců
- Národní přírodní rezervace Praděd
- Chata Švýcárna